# Archidium subulatum
Archidium subulatum là một loài rêu trong họ Archidiaceae. Loài này được Müll. Hal. mô tả khoa học đầu tiên năm 1888.